# Canton de Grandvilliers
Le canton de Grandvilliers est une circonscription électorale française située dans le département de l'Oise et la région Hauts-de-France.

## Géographie
Ce canton du plateau picard est organisé autour de Grandvilliers dans l'arrondissement de Beauvais. 

## Histoire
Par décret du 20 février 2014, le nombre de cantons du département est divisé par deux, avec mise en application aux élections départementales de mars 2015. Le canton de Grandvilliers est conservé et s'agrandit. Il passe de 23 à 101 communes.

## Représentation

### Conseillers d'arrondissement (de 1833 à 1940)
| Période                                  | Période | Identité                                    | Étiquette           | Qualité |
| ---------------------------------------- | ------- | ------------------------------------------- | ------------------- | --- |
| 1833                                     | 1836    | M. Lhotellier                               |                     | Adjoint au maire de Feuquières                                                                              |
| 1836                                     | 1842    | Jacques Dourdain                            |                     | Chef de bataillon de la Garde Nationale à Grandvilliers                                                     |
| 1842                                     | 1852    | François Toussaint Gravet-Zeude (1790-1863) |                     | capitaine en retraite, maire de Feuquières                                                                  |
| 1852                                     | 1864    | Louis Amable de Saint-Aubin (1795-1888)     |                     | Ancien employé au Ministère des Finances puis grenadier de la Garde Nationale, propriétaire à Feuquières    |
| 1864                                     | 1877    | M. Dénoyelle                                |                     | Notaire à Feuquières                                                                                        |
| 1877                                     | 1886    | Charles Aubry (1832-1900)                   |                     | Commandant d'état major, propriétaire à Feuquières                                                          |
| 1886                                     | 1901    | Louis Narcisse Dupuy-Bénaut                 | Républicain libéral | Agriculteur à Grandvilliers                                                                                 |
| 1901                                     | 1904    | Aimé Auguste de Saint-Fuscien               | Radical             | Médecin, Grandvilliers                                                                                      |
| 1904                                     |         | M. Rouffandeau                              |                     | Propriétaire à Dargies                                                                                      |
|                                          |         |                                             |                     | |
| 1919                                     | 1931    | Louis Charlemagne Patte                     | Radical             | Maire de Cempuis                                                                                            |
| 1931                                     | 1940    | Louis Toupiolle                             | Droite              | Épicier, adjoint au maire de Grandvilliers                                                                  |
| 1940                                     |         |                                             |                     | Les conseils d'arrondissement ont été suspendus par la loi du 12 octobre 1940 et n'ont jamais été réactivés |
| Les données manquantes sont à compléter. |         |                                             |                     | |

### Conseillers généraux de 1833 à 2015
| Période | Période          | Identité                                                | Étiquette            | Qualité                                                                                 |
| ------- | ---------------- | ------------------------------------------------------- | -------------------- | --------------------------------------------------------------------------------------- |
| 1833    | 1842             | Auguste Colson                                          |                      | Médecin en chef des hospices à Beauvais                                                 |
| 1842    | 1863             | Jacques Dourdain                                        |                      | Avocat, propriétaire à Grandvilliers, conseiller d'arrondissement                       |
| 1863    | 1875 (décès)     | Eugène Saget (1803-1875)                                |                      | Général de division, chef d'état-major du Gouverneur général de Paris                   |
| 1875    | 1898             | Henri Saget (1829-1910)                                 | Droite               | Colonel puis Général de division Président du Conseil Général (1886-1890)               |
| 1898    | 1900 (décès)     | Charles Aubry                                           |                      | Général de brigade Propriétaire à Feuquières, ancien conseiller d'arrondissement        |
| 1901    | 1904             | Narcisse Dupuy-Bénaut                                   | Républicain Libéral  | Agriculteur, maire de Grandvilliers (1900-1904), conseiller d'arrondissement            |
| 1904    | 1904 (démission) | Aimé Auguste de Saint-Fuscien (1835-1909)               | Rad.                 | Médecin, Grandvilliers, conseiller d'arrondissement                                     |
| 1904    | 1935 (décès)     | Eugène de Saint-Fuscien (1864-1935) (fils du précédent) | Rad.                 | Médecin Maire de Grandvilliers                                                          |
| 1935    | 1940             | André de Saint-Fuscien (1893-1953) (fils du précédent)  | Rad.                 | Médecin Conseiller municipal de Grandvilliers                                           |
|         |                  |                                                         |                      |                                                                                         |
| 1945    | 1951             | Étienne Weill-Raynal                                    | SFIO                 | Professeur Député (1950-1951)                                                           |
| 1951    | 1964 (décès)     | Louis Warabiot (1893-1964)                              | RPF puis RS puis UNR | Général, propriétaire à Grandvilliers et à Versailles Vice-Président du Conseil Général |
| 1964    | 1976             | Jean-Pierre Jordan                                      | RI                   | Maire de Daméraucourt (1959-1983)                                                       |
| 1976    | 1982             | Jean-Jacques Martin                                     | PS                   | Professeur, Grandvilliers                                                               |
| 1982    | 2008             | Guy Bouvier                                             | DVD puis UMP         | retraité - Maire de Grandvilliers (1979-2001)                                           |
| 2008    | 2015             | Joël Patin                                              | PRG                  | Ingénieur hospitalier Conseiller municipal de Sommereux                                 |

Lors du second tour des élections cantonales de 2008, Joël Patin (PRG), investi par la majorité départementale, a remporté (avec 46,4 % des suffrages exprimés) une triangulaire contre Jean-Pierre Heu (UMP - 38,5 % des exprimés) et Michel Quignon (FN - 15,1 % des exprimés).
Au premier tour, l'UMP avait investi sur le canton deux candidats, Jean-Pierre Heu et Patrick Martin délégué de l'UMP pour le canton de Grandvilliers.

### Conseillers départementaux à partir de 2015
| Période élective | Période élective | Mandat | Mandat   | Identité       | Nuance | Nuance | Qualité |
| ---------------- | ---------------- | ------ | -------- | -------------- | ------ | ------ | --- |
| 2015             | 2021             | 2015   | 2021     | Martine Borgoo |        | DVD    | Agricultrice Maire de Saint-Pierre-des-Champs Ancienne suppléante de Jean-François Mancel Conseillère départementale déléguée, chargée de l'agriculture                                        |
| 2015             | 2021             | 2015   | 2021     | Gérard Decorde |        | LR     | Retraité artisan / commerçant Ancien maire de Blargies Ancien conseiller général du canton de Formerie (1992-2015)                                                                             |
| 2021,            | 2028             | 2021   | en cours | Martine Borgoo |        | DVD    | Agricultrice Maire de Saint-Pierre-es-Champs (2014 → ) Vice-présidente du conseil départemental de l'Oise chargée de l’amélioration du cadre de vie et de la protection de la nature (2021 → ) |
| 2021,            | 2028             | 2021   | en cours | Pascal Verbeke |        | DVD    | Agriculteur, maire d'Hétomesnil Vice-président de la CC Picardie Verte (2014 → ) Vice-président du conseil départemental de l'Oise chargé de l’action sociale et de l’insertion (2021 → )      |

### Résultats détaillés

#### Élections de mars 2015
À l'issue du 1er tour des élections départementales de 2015, deux binômes sont en ballottage : Jean-Jacques Adoux et Colette Hévin (FN, 41 %) et Martine Borgoo et Gérard Decorde (Union de la Droite, 34,08 %). Le taux de participation est de 57,85 % (17 414 votants sur 30 103 inscrits) contre 51,32 % au niveau départemental et 50,17 % au niveau national.
Au second tour, Martine Borgoo et Gérard Decorde (Union de la Droite) sont élus avec 52,32 % des suffrages exprimés et un taux de participation de 58,08 % (8 399 voix pour 17 485 votants et 30 104 inscrits).

#### Élections de juin 2021
Le premier tour des élections départementales de 2021 est marqué par un très faible taux de participation (33,26 % au niveau national). Dans le canton de Grandvilliers, ce taux de participation est de 38,15 % (11 416 votants sur 29 921 inscrits) contre 32,46 % au niveau départemental. À l'issue de ce premier tour, deux binômes sont en ballottage : Martine Borgoo et Pascal Verbeke (DVD, 48,43 %) et Jean-Jacques Adoux et Florence Couppey (RN, 31,14 %).
Le second tour des élections est marqué une nouvelle fois par une abstention massive équivalente au premier tour. Les taux de participation sont de 34,36 % au niveau national, 32,8 % dans le département et 37,42 % dans le canton de Grandvilliers. Martine Borgoo et Pascal Verbeke (DVD) sont élus avec 66,17 % des suffrages exprimés (6 919 voix pour 11 198 votants et 29 929 inscrits),,.

## Composition

### Composition avant 2015
Le canton de Grandvilliers regroupait 23 communes.
| Nom                       | Code Insee | Codepostal | Superficie (km2) | Population (dernière pop. légale) | Densité (hab./km2) |
| ------------------------- | ---------- | ---------- | ---------------- | --------------------------------- | ------------------ |
| Grandvilliers (chef-lieu) | 60286      | 60210      | 6,64             | 3 005 (2012)                      | 453                |
| Beaudéduit                | 60051      | 60210      | 3,72             | 196 (2012)                        | 53                 |
| Briot                     | 60108      | 60210      | 6,49             | 288 (2012)                        | 44                 |
| Brombos                   | 60109      | 60210      | 6,90             | 265 (2012)                        | 38                 |
| Cempuis                   | 60136      | 60210      | 9,38             | 499 (2012)                        | 53                 |
| Daméraucourt              | 60193      | 60210      | 8,57             | 230 (2012)                        | 27                 |
| Dargies                   | 60194      | 60210      | 14,42            | 248 (2012)                        | 17                 |
| Élencourt                 | 60205      | 60210      | 1,34             | 56 (2012)                         | 42                 |
| Feuquières                | 60233      | 60960      | 12,24            | 1 550 (2012)                      | 127                |
| Grez                      | 60289      | 60210      | 5,86             | 266 (2012)                        | 45                 |
| Halloy                    | 60295      | 60210      | 3,84             | 455 (2012)                        | 118                |
| Le Hamel                  | 60297      | 60210      | 7,86             | 171 (2012)                        | 22                 |
| Hautbos                   | 60303      | 60210      | 4,30             | 156 (2012)                        | 36                 |
| Lavacquerie               | 60353      | 60120      | 8,28             | 211 (2012)                        | 25                 |
| Laverrière                | 60354      | 60210      | 3,74             | 46 (2012)                         | 12                 |
| Le Mesnil-Conteville      | 60397      | 60210      | 3,49             | 102 (2012)                        | 29                 |
| Offoy                     | 60472      | 60210      | 4,20             | 109 (2012)                        | 26                 |
| Saint-Maur                | 60588      | 60210      | 7,76             | 390 (2012)                        | 50                 |
| Saint-Thibault            | 60599      | 60210      | 10,62            | 296 (2012)                        | 28                 |
| Sarcus                    | 60604      | 60210      | 13,04            | 278 (2012)                        | 21                 |
| Sarnois                   | 60605      | 60210      | 5,56             | 334 (2012)                        | 60                 |
| Sommereux                 | 60622      | 60210      | 12,97            | 418 (2012)                        | 32                 |
| Thieuloy-Saint-Antoine    | 60633      | 60210      | 2,49             | 347 (2012)                        | 139                |

### Composition à partir de 2015
Le canton de Grandvilliers comprend désormais 101 communes.
À la suite de la création au 1er janvier 2019 de la commune nouvelle de Formerie par absorption de Boutavent, le canton comprend désormais 100 communes entières.
| Nom                                   | Code Insee | Intercommunalité        | Superficie (km2) | Population (dernière pop. légale) | Densité (hab./km2) | Modifier                                    |
| ------------------------------------- | ---------- | ----------------------- | ---------------- | --------------------------------- | ------------------ | ------------------------------------------- |
| Grandvilliers (bureau centralisateur) | 60286      | CC de la Picardie verte | 6,64             | 2 761 (2022)                      | 416                | modifier les données · modifier les données |
| Abancourt                             | 60001      | CC de la Picardie verte | 6,01             | 581 (2022)                        | 97                 | modifier les données · modifier les données |
| Achy                                  | 60004      | CC de la Picardie verte | 12,70            | 406 (2022)                        | 32                 | modifier les données · modifier les données |
| Bazancourt                            | 60049      | CC de la Picardie verte | 3,15             | 103 (2022)                        | 33                 | modifier les données · modifier les données |
| Beaudéduit                            | 60051      | CC de la Picardie verte | 3,72             | 170 (2022)                        | 46                 | modifier les données · modifier les données |
| Blacourt                              | 60073      | CC du Pays de Bray      | 11,49            | 576 (2022)                        | 50                 | modifier les données · modifier les données |
| Blargies                              | 60076      | CC de la Picardie verte | 10,05            | 505 (2022)                        | 50                 | modifier les données · modifier les données |
| Blicourt                              | 60077      | CC de la Picardie verte | 14,57            | 358 (2022)                        | 25                 | modifier les données · modifier les données |
| Bonnières                             | 60084      | CC de la Picardie verte | 8,44             | 194 (2022)                        | 23                 | modifier les données · modifier les données |
| Bouvresse                             | 60098      | CC de la Picardie verte | 2,80             | 170 (2022)                        | 61                 | modifier les données · modifier les données |
| Briot                                 | 60108      | CC de la Picardie verte | 6,49             | 297 (2022)                        | 46                 | modifier les données · modifier les données |
| Brombos                               | 60109      | CC de la Picardie verte | 6,90             | 247 (2022)                        | 36                 | modifier les données · modifier les données |
| Broquiers                             | 60110      | CC de la Picardie verte | 2,92             | 238 (2022)                        | 82                 | modifier les données · modifier les données |
| Buicourt                              | 60114      | CC de la Picardie verte | 3,51             | 148 (2022)                        | 42                 | modifier les données · modifier les données |
| Campeaux                              | 60122      | CC de la Picardie verte | 11,46            | 485 (2022)                        | 42                 | modifier les données · modifier les données |
| Canny-sur-Thérain                     | 60128      | CC de la Picardie verte | 5,92             | 224 (2022)                        | 38                 | modifier les données · modifier les données |
| Cempuis                               | 60136      | CC de la Picardie verte | 9,38             | 479 (2022)                        | 51                 | modifier les données · modifier les données |
| Le Coudray-Saint-Germer               | 60164      | CC du Pays de Bray      | 13,48            | 857 (2022)                        | 64                 | modifier les données · modifier les données |
| Crillon                               | 60180      | CC de la Picardie verte | 8,66             | 488 (2022)                        | 56                 | modifier les données · modifier les données |
| Cuigy-en-Bray                         | 60187      | CC du Pays de Bray      | 9,81             | 966 (2022)                        | 98                 | modifier les données · modifier les données |
| Daméraucourt                          | 60193      | CC de la Picardie verte | 8,57             | 200 (2022)                        | 23                 | modifier les données · modifier les données |
| Dargies                               | 60194      | CC de la Picardie verte | 14,42            | 242 (2022)                        | 17                 | modifier les données · modifier les données |
| Élencourt                             | 60205      | CC de la Picardie verte | 1,34             | 49 (2022)                         | 37                 | modifier les données · modifier les données |
| Ernemont-Boutavent                    | 60214      | CC de la Picardie verte | 8,95             | 176 (2022)                        | 20                 | modifier les données · modifier les données |
| Escames                               | 60217      | CC de la Picardie verte | 11,68            | 223 (2022)                        | 19                 | modifier les données · modifier les données |
| Escles-Saint-Pierre                   | 60219      | CC de la Picardie verte | 3,37             | 176 (2022)                        | 52                 | modifier les données · modifier les données |
| Espaubourg                            | 60220      | CC du Pays de Bray      | 5,99             | 504 (2022)                        | 84                 | modifier les données · modifier les données |
| Feuquières                            | 60233      | CC de la Picardie verte | 12,24            | 1 396 (2022)                      | 114                | modifier les données · modifier les données |
| Fontaine-Lavaganne                    | 60242      | CC de la Picardie verte | 6,76             | 503 (2022)                        | 74                 | modifier les données · modifier les données |
| Fontenay-Torcy                        | 60244      | CC de la Picardie verte | 5,96             | 144 (2022)                        | 24                 | modifier les données · modifier les données |
| Formerie                              | 60245      | CC de la Picardie verte | 12,82            | 2 101 (2022)                      | 164                | modifier les données · modifier les données |
| Fouilloy                              | 60248      | CC de la Picardie verte | 4,62             | 217 (2022)                        | 47                 | modifier les données · modifier les données |
| Gaudechart                            | 60269      | CC de la Picardie verte | 5,71             | 346 (2022)                        | 61                 | modifier les données · modifier les données |
| Gerberoy                              | 60271      | CC de la Picardie verte | 4,51             | 86 (2022)                         | 19                 | modifier les données · modifier les données |
| Glatigny                              | 60275      | CC de la Picardie verte | 3,63             | 217 (2022)                        | 60                 | modifier les données · modifier les données |
| Gourchelles                           | 60280      | CC de la Picardie verte | 2,23             | 104 (2022)                        | 47                 | modifier les données · modifier les données |
| Grémévillers                          | 60288      | CC de la Picardie verte | 6,85             | 479 (2022)                        | 70                 | modifier les données · modifier les données |
| Grez                                  | 60289      | CC de la Picardie verte | 5,86             | 264 (2022)                        | 45                 | modifier les données · modifier les données |
| Halloy                                | 60295      | CC de la Picardie verte | 3,84             | 439 (2022)                        | 114                | modifier les données · modifier les données |
| Le Hamel                              | 60297      | CC de la Picardie verte | 7,86             | 185 (2022)                        | 24                 | modifier les données · modifier les données |
| Hannaches                             | 60296      | CC de la Picardie verte | 9,52             | 130 (2022)                        | 14                 | modifier les données · modifier les données |
| Hanvoile                              | 60298      | CC de la Picardie verte | 5,88             | 654 (2022)                        | 111                | modifier les données · modifier les données |
| Haucourt                              | 60301      | CC de la Picardie verte | 3,88             | 132 (2022)                        | 34                 | modifier les données · modifier les données |
| Hautbos                               | 60303      | CC de la Picardie verte | 4,30             | 191 (2022)                        | 44                 | modifier les données · modifier les données |
| Haute-Épine                           | 60304      | CC de la Picardie verte | 6,73             | 262 (2022)                        | 39                 | modifier les données · modifier les données |
| Hécourt                               | 60306      | CC de la Picardie verte | 7,47             | 149 (2022)                        | 20                 | modifier les données · modifier les données |
| Héricourt-sur-Thérain                 | 60312      | CC de la Picardie verte | 4,35             | 108 (2022)                        | 25                 | modifier les données · modifier les données |
| Hétomesnil                            | 60314      | CC de la Picardie verte | 7,84             | 321 (2022)                        | 41                 | modifier les données · modifier les données |
| Hodenc-en-Bray                        | 60315      | CC du Pays de Bray      | 9,94             | 484 (2022)                        | 49                 | modifier les données · modifier les données |
| Lachapelle-sous-Gerberoy              | 60335      | CC de la Picardie verte | 4,93             | 159 (2022)                        | 32                 | modifier les données · modifier les données |
| Lannoy-Cuillère                       | 60347      | CC de la Picardie verte | 14,98            | 281 (2022)                        | 19                 | modifier les données · modifier les données |
| Lavacquerie                           | 60353      | CC de la Picardie verte | 8,28             | 185 (2022)                        | 22                 | modifier les données · modifier les données |
| Laverrière                            | 60354      | CC de la Picardie verte | 3,74             | 28 (2022)                         | 7,5                | modifier les données · modifier les données |
| Lhéraule                              | 60359      | CC du Pays de Bray      | 2,76             | 202 (2022)                        | 73                 | modifier les données · modifier les données |
| Lihus                                 | 60365      | CC de la Picardie verte | 16,03            | 424 (2022)                        | 26                 | modifier les données · modifier les données |
| Loueuse                               | 60371      | CC de la Picardie verte | 7,32             | 151 (2022)                        | 21                 | modifier les données · modifier les données |
| Marseille-en-Beauvaisis               | 60387      | CC de la Picardie verte | 8,26             | 1 426 (2022)                      | 173                | modifier les données · modifier les données |
| Martincourt                           | 60388      | CC de la Picardie verte | 5,08             | 137 (2022)                        | 27                 | modifier les données · modifier les données |
| Le Mesnil-Conteville                  | 60397      | CC de la Picardie verte | 3,49             | 69 (2022)                         | 20                 | modifier les données · modifier les données |
| Moliens                               | 60405      | CC de la Picardie verte | 9,39             | 1 126 (2022)                      | 120                | modifier les données · modifier les données |
| Monceaux-l'Abbaye                     | 60407      | CC de la Picardie verte | 4,57             | 218 (2022)                        | 48                 | modifier les données · modifier les données |
| Morvillers                            | 60435      | CC de la Picardie verte | 5,12             | 504 (2022)                        | 98                 | modifier les données · modifier les données |
| Mureaumont                            | 60444      | CC de la Picardie verte | 4,74             | 140 (2022)                        | 30                 | modifier les données · modifier les données |
| La Neuville-sur-Oudeuil               | 60458      | CC de la Picardie verte | 3,70             | 304 (2022)                        | 82                 | modifier les données · modifier les données |
| La Neuville-Vault                     | 60460      | CC de la Picardie verte | 4,52             | 208 (2022)                        | 46                 | modifier les données · modifier les données |
| Offoy                                 | 60472      | CC de la Picardie verte | 4,20             | 112 (2022)                        | 27                 | modifier les données · modifier les données |
| Omécourt                              | 60476      | CC de la Picardie verte | 8,71             | 203 (2022)                        | 23                 | modifier les données · modifier les données |
| Oudeuil                               | 60484      | CC de la Picardie verte | 6,08             | 294 (2022)                        | 48                 | modifier les données · modifier les données |
| Pisseleu                              | 60493      | CC de la Picardie verte | 2,88             | 518 (2022)                        | 180                | modifier les données · modifier les données |
| Prévillers                            | 60514      | CC de la Picardie verte | 5,18             | 249 (2022)                        | 48                 | modifier les données · modifier les données |
| Puiseux-en-Bray                       | 60516      | CC du Pays de Bray      | 8,01             | 397 (2022)                        | 50                 | modifier les données · modifier les données |
| Quincampoix-Fleuzy                    | 60521      | CC de la Picardie verte | 9,22             | 403 (2022)                        | 44                 | modifier les données · modifier les données |
| Romescamps                            | 60545      | CC de la Picardie verte | 10,48            | 542 (2022)                        | 52                 | modifier les données · modifier les données |
| Rothois                               | 60550      | CC de la Picardie verte | 3,18             | 229 (2022)                        | 72                 | modifier les données · modifier les données |
| Roy-Boissy                            | 60557      | CC de la Picardie verte | 10,96            | 329 (2022)                        | 30                 | modifier les données · modifier les données |
| Saint-Arnoult                         | 60566      | CC de la Picardie verte | 7,90             | 202 (2022)                        | 26                 | modifier les données · modifier les données |
| Saint-Deniscourt                      | 60571      | CC de la Picardie verte | 4,68             | 80 (2022)                         | 17                 | modifier les données · modifier les données |
| Saint-Germer-de-Fly                   | 60577      | CC du Pays de Bray      | 19,90            | 1 680 (2022)                      | 84                 | modifier les données · modifier les données |
| Saint-Maur                            | 60588      | CC de la Picardie verte | 7,76             | 388 (2022)                        | 50                 | modifier les données · modifier les données |
| Saint-Omer-en-Chaussée                | 60590      | CC de la Picardie verte | 10,33            | 1 205 (2022)                      | 117                | modifier les données · modifier les données |
| Saint-Pierre-es-Champs                | 60592      | CC du Pays de Bray      | 10,80            | 679 (2022)                        | 63                 | modifier les données · modifier les données |
| Saint-Quentin-des-Prés                | 60594      | CC de la Picardie verte | 10,80            | 282 (2022)                        | 26                 | modifier les données · modifier les données |
| Saint-Samson-la-Poterie               | 60596      | CC de la Picardie verte | 4,30             | 231 (2022)                        | 54                 | modifier les données · modifier les données |
| Saint-Thibault                        | 60599      | CC de la Picardie verte | 10,62            | 285 (2022)                        | 27                 | modifier les données · modifier les données |
| Saint-Valery                          | 60602      | CC de la Picardie verte | 4,52             | 54 (2022)                         | 12                 | modifier les données · modifier les données |
| Sarcus                                | 60604      | CC de la Picardie verte | 13,04            | 270 (2022)                        | 21                 | modifier les données · modifier les données |
| Sarnois                               | 60605      | CC de la Picardie verte | 5,56             | 350 (2022)                        | 63                 | modifier les données · modifier les données |
| Senantes                              | 60611      | CC de la Picardie verte | 19,94            | 583 (2022)                        | 29                 | modifier les données · modifier les données |
| Sommereux                             | 60622      | CC de la Picardie verte | 12,97            | 480 (2022)                        | 37                 | modifier les données · modifier les données |
| Songeons                              | 60623      | CC de la Picardie verte | 13,53            | 939 (2022)                        | 69                 | modifier les données · modifier les données |
| Sully                                 | 60624      | CC de la Picardie verte | 4,83             | 166 (2022)                        | 34                 | modifier les données · modifier les données |
| Talmontiers                           | 60626      | CC du Pays de Bray      | 9,23             | 648 (2022)                        | 70                 | modifier les données · modifier les données |
| Thérines                              | 60629      | CC de la Picardie verte | 10,80            | 195 (2022)                        | 18                 | modifier les données · modifier les données |
| Thieuloy-Saint-Antoine                | 60633      | CC de la Picardie verte | 2,49             | 381 (2022)                        | 153                | modifier les données · modifier les données |
| Villembray                            | 60677      | CC du Pays de Bray      | 6,53             | 248 (2022)                        | 38                 | modifier les données · modifier les données |
| Villers-sur-Auchy                     | 60687      | CC du Pays de Bray      | 8,59             | 371 (2022)                        | 43                 | modifier les données · modifier les données |
| Villers-sur-Bonnières                 | 60688      | CC de la Picardie verte | 4,02             | 140 (2022)                        | 35                 | modifier les données · modifier les données |
| Villers-Vermont                       | 60691      | CC de la Picardie verte | 6,61             | 121 (2022)                        | 18                 | modifier les données · modifier les données |
| Vrocourt                              | 60697      | CC de la Picardie verte | 4,40             | 33 (2022)                         | 7,5                | modifier les données · modifier les données |
| Wambez                                | 60699      | CC de la Picardie verte | 4,54             | 162 (2022)                        | 36                 | modifier les données · modifier les données |
| Canton de Grandvilliers               | 6011       |                         | 749,72           | 39 746 (2022)                     | 53                 | modifier les données                        |

## Démographie

### Démographie avant 2015
| 1962  | 1968  | 1975  | 1982  | 1990  | 1999  | 2006  | 2011  | 2012  |
| ----- | ----- | ----- | ----- | ----- | ----- | ----- | ----- | ----- |
| 7 849 | 8 032 | 8 344 | 8 278 | 8 231 | 8 986 | 9 583 | 9 908 | 9 916 |

### Démographie depuis 2015
En 2022, le canton comptait 39 746 habitants, en évolution de −2,85 % par rapport à 2016 (Oise : +0,87 %, France hors Mayotte : +2,11 %).
| 2013   | 2018   | 2022   |
| ------ | ------ | ------ |
| 40 843 | 40 449 | 39 746 |